# フェロアロイ

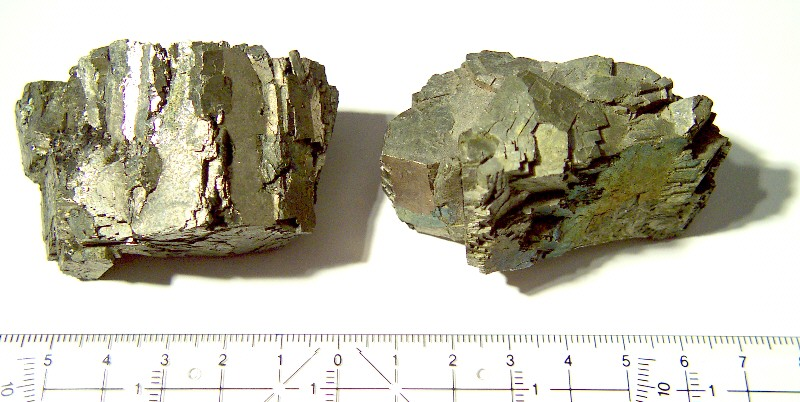
フェロアロイの一種、フェロバナジウム。

フェロアロイ（英語：ferroalloy）は、主に鉄鋼材料の製造の際に鉄以外の元素を添加するために用いられる、添加したい元素と鉄の合金。合金鉄（ごうきんてつ）とも呼ばれる。鉄鋼材料に所望の元素を加えて強度・靱性・耐熱性・耐食性などを与えるために、あるいは脱硫・脱酸のために添加される。非鉄合金への添加用にも用いられることがある。フェロアロイ中の添加用元素の割合は20%から90%に及ぶ
。主に中国やブラジルで生産される。

## 種類
フェロアロイの主な種類は以下の通り。
- フェロアルミニウム (FeAl) - 鉄とアルミニウムの合金。
- フェロボロン (FeB) - 鉄とホウ素（ボロン）の合金。
- フェロセリウム (FeCe) - 鉄とセリウムの合金。
- フェロクロム (FeCr) - 鉄とクロムの合金。
- フェロマグネシウム (FeMg) - 鉄とマグネシウムの合金。
- フェロマンガン (FeMn) - 鉄とマンガンの合金。
- フェロモリブデン (FeMo) - 鉄とモリブデンの合金。
- フェロニオブ (FeNb) - 鉄とニオブの合金。
- フェロニッケル (FeNi) - 鉄とニッケルの合金。
- フェロフォスフォラス (FeP) - 鉄とリン（フォスフォラス）の合金。
- フェロシリコン (FeSi) - 鉄と大量のケイ素（シリコン）の合金。
- シリコマンガン (FeSiMg) - フェロマンガンよりもケイ素含有量が多い合金。
- フェロチタン (FeTi) - 鉄とチタンの合金。
- フェロウラン (FeU) - 鉄とウランの合金。
- フェロバナジウム (FeV) - 鉄とバナジウムの合金。
- フェロタングステン (FeW) - 鉄とタングステンの合金。